# 真実の10メートル手前
『真実の10メートル手前』（しんじつの10メートルてまえ）は、米澤穂信による日本の推理小説短編集。『ユリイカ』（青土社）、『ミステリーズ!』（東京創元社）などでの掲載を経て、東京創元社より2015年12月25日刊行。
2016年の「週刊文春ミステリーベスト10」（文藝春秋）国内部門2位、2017年の「ミステリが読みたい!」（早川書房）国内編1位、「このミステリーがすごい!」（宝島社）国内編3位に選出された。2016年第155回直木賞候補作。

## 概要
本作品集は、『さよなら妖精』（2004年）に登場した太刀洗万智を主人公とする「ベルーフ」シリーズの一つで、『王とサーカス』（2015年）と同じく「報道のあり方」をテーマとした作品集である。
表題作の短編「真実の10メートル手前」は太刀洗が新聞記者時代の作品で、当初『王とサーカス』の前日談として同作の第一章とする予定であったが、書きあげた作品が第一章というよりも一つの短編であったことから、表題作を『王とサーカス』から切り離すことにした。その結果、表題作をそれまでに太刀洗を主人公として描かれた短編作品と組み合わせて刊行されることとなった。
表題作以外の5作品は、作品中の時系列ではいずれも『王とサーカス』以後の設定で、フリーの記者としての太刀洗の活躍が描かれている。最初に発表された作品は、『ユリイカ』（2007年4月号）に発表された「失礼、お見苦しいところを」を改題した「正義漢」だが、この時点では太刀洗を主人公としたシリーズ短編の執筆の予定はなかった。転機となったのは、2010年2月に刊行された『蝦蟇倉市事件2』（東京創元社）のために執筆した「ナイフを失われた思い出の中に」で、太刀洗の記者としての覚悟を問う作品であり、作者は「シリーズ全体のトーンを定めたと思う」と述べている。
なお、『さよなら妖精』との関連では、「正義漢」には太刀洗を「センドー」と呼ぶ高校時代の友人、「ナイフを失われた思い出の中に」にはマーヤの兄が登場する。

## あらすじ
真実の10メートル手前
ベンチャー企業「フューチャーステア」の社長の早坂一太と、その妹で広報担当の真理が、経営破綻後に失踪する。東洋新聞の記者である太刀洗万智は、真理の妹の弓美（ゆみ）から、真理との前夜の電話の会話データをもらうとともに、真理を捜して欲しいと頼まれる。真理の行方が「おばあちゃんの近く」で、父方の祖母が山梨県の幡多野町、母方の祖母が静岡県の御前崎に住んでいると聞いた太刀洗は、会話データから行き先を幡多野町と推理し、真理の身を案じつつ、記者としての職務を果たすため、後輩の藤沢を連れて幡多野町に向かう。そうして他の報道陣に先んじて真理の居所を突き止めた太刀洗だが、真理が乗っている車まで10メートルに近づいた時、車の窓枠に目張りがしてあるのに気がつく。

正義漢
夕方のラッシュを迎えた吉祥寺駅では、ホームから落ちた人が轢かれた人身事故で喧騒に満ちていた。その中、ある男の目が捉えたのは、「いい場面に出くわした」といわんばかりに口元に笑みを浮かべた嫌らしい顔つきでメモを取り続け、身を乗り出して停車した車輛の下部に携帯電話で写真を撮る女の姿だった。さらに女はボイスレコーダーを取り出し、「事件記録」と声を張り上げる。女の正体が、目の前で起きた人身事故をネタにしようと思っている記者だと気づいた男は、「事故」ではなく「事件」だという女の言葉を訝りながら、後ろから女に近づく。携帯電話の着信に素早く耳に当てながら人身事故を嬉し気に報告する女は、瞬時に冷たい鋭さを見せて振り返り、男に向かって「人を線路に突き落とした感想はいかがですか？」と言う。女は太刀洗万智だった。

恋累心中
桑岡高伸と上條茉莉という三重県の高校生男女による心中事件は、その地名が恋累（こいがさね）であったことから「恋累心中」と名付けられて世間の耳目を集めていた。心中事件の担当を任せられた『週刊深層』編集部の都留（つる）は、昨年起きた三重県の教育委員会や県会議員に爆弾が送りつけられた事件を調べるために恋累に取材に来ていたフリーライター・太刀洗万智の案内で、遺体発見現場に赴く。都留は、喉を突いた上條と折れたナイフが見つかった崖の上と、崖の上から飛び込んだ桑岡が見つかった川の下流を見て、共に死のうとした2人が別々の場所で死んだことや、2人の死の手段が異なることに疑問を抱く。さらに、2人の遺書が書かれていたノートの最後の方に、乱れた文字で「たすけて」と記された写真を見せられる。その後、上條の元担任の下滝と2人の部活の顧問の春橋との面談後、太刀洗と別れて記者会見場を訪れた都留は、2人からは中毒反応があり、現場に残されていたワインとコップから黄燐が見つかったという警察発表を聞く。
再び太刀洗に合流した都留に彼女は、黄燐を服用しても即死せず、激しい吐き気や嘔吐が8時間以上続く、桑岡は苦しむ上條を安らかに死なせるためにナイフで刺し、ナイフが折れたために自分を刺せなくなった桑岡は、やむを得ず川に飛び込んだのだと説明する。さらに、2人が黄燐を選んだのは、服用後長い間苦しみ続けるという情報を与えずに、死ぬことができるとだけ教えた人物がいたからだとの推理を話す。

名を刻む死
11月7日、中学3年生の檜原京介は学校に行く途中の通りがかりに、近所に住む62歳の男性、田上良造の死体を発見した。発見された田上は、死後3日ほど経過しており、やせ細って胃も空（から）で、衰弱死とも病死とも言える状態だった。警察に部屋を覗いた理由を尋ねられた京介は、ここ数日姿を見かけず気になっていて、また変な臭いがしたからと答えた。生前の田上は、ふだんは迷惑なくらい騒がしく、何かにつけ近所に難癖をつける人物として知られていた。また、秋らしからぬ温暖な日が続く中、警官が到着したときには部屋に臭気が漂っていたことから、京介の証言に警官も記者も納得していた。しかし、京介が部屋を覗いた本当の理由は、そろそろ死ぬのではないかと思っていたからであった。
そんな京介の前に現れたフリーの記者・太刀洗万智が京介に尋ねたのは、田上の日記に記されていた「私は間もなく死ぬ。願わくは、名を刻む死を遂げたい」という文章の意味だった。京介は自分の嘘がばれていると悟るが、太刀洗は京介の嘘を問題にせず、知りたいのは田上がどういう性格で、何を大事にしていて、なぜ孤独に亡くなったのかだと言う。

ナイフを失われた思い出の中に
妹がかつて日本にいたときの尊敬に値する友人・太刀洗万智に会いに来たヨヴァノヴィチは、彼女の仕事の同行を申し出る。太刀洗はヨヴァノヴィチに記者を名乗り、16歳の少年が3歳の幼女・松山花凜を刺殺した事件の詳細を説明した。殺害容疑で逮捕されたのは花凜の母親・良子の弟の良和であった。良和は8月1日、花凜のはだけた胸に何度もポケットナイフを突き刺しているところを向かいの住人に目撃され、翌々日に逮捕され犯行を自供している。ただし、花凜の上着の行方は不明である。
この単純な事件の調査目的を理解できないヨヴァノヴィチは、記者に対する不信感を語る。彼の祖国が戦火に見舞われたときに訪れた記者たちは、一様にあらかじめ一方を悪とする結論を用意して、その結論に沿った報道を行った。一方、ヨヴァノヴィチたちを助けてくれたあるカナダ人は、不公平と罵られ破滅させられた。そして、そうした仕事をどうすれば正当とし、誇りとすることができるのか理解できないと語る。
太刀洗はその回答として、良和の異常性を示すものとして公開されている手記を読む。手記の出所は不明だが、良和を少年審判ではなく通常裁判によって裁く必要があると世論を誘導しようとする、警察の人間からの意図的なリークによるものと思われる。一方、花凜の致命傷から繊維が発見され、警察はまだ事件を検察に委ねていないと述べる。

綱渡りの成功例
長野県南部を襲った未曾有の豪雨により、大沢地区の北端で民家3軒を巻き込む土砂崩れが起こった。1軒は無傷だったが外部との連絡手段を断たれてしまい、そこに住む戸波夫妻は70歳を超えており、いつ体調を崩してもおかしくない状況から、その救出が急務だった。3日後の8月20日、救出劇がテレビでも放送される中、夫妻はレスキュー隊によって救出され、大きな感動を呼んだ。その翌日、消防団員として救出現場に立ち会った大庭の元に、大学時代の1年先輩である太刀洗万智がフリーの記者として訪れ、戸波夫妻の家に生活用品を売っていたのが大庭の実家の大庭商店で間違いないかを尋ねる。戸波夫妻は、コーンフレークを食べて救出までの3日間を凌ぐことができた。そして、大庭商店の移動販売が大沢地区を訪れたのは8月10日のことだった。
大庭とともに夫妻に面談した太刀洗が「コーンフレークには、何をかけたのですか？」と尋ねると、主人は顔を石のように強張らせ、その目から大粒の涙があふれ出した。夫妻はコーンフレークに牛乳をかけて食べたが、救出までの3日間、戸波家の電気は引き込み線が切断されたために冷蔵庫を使うことができなかった。

## 登場人物
太刀洗 万智（）
本作品集の主人公。フリーの記者。

## 書誌情報
- 真実の10メートル手前（2015年12月25日、東京創元社、ISBN 978-4-488-02756-8）
- 真実の10メートル手前（2018年3月23日、創元推理文庫、ISBN 978-4-488-45109-7）

### 初出一覧
- 真実の10メートル手前 - 初出：『ミステリーズ!』vol.72（2015年8月）
- 正義漢（「失礼、お見苦しいところを」を改題） - 初出：『ユリイカ』（2007年4月号）
- 恋累心中 - 初出：『ミステリーズ!』vol.26（2007年12月）
- 名を刻む死 - 初出：『ミステリーズ!』vol.47（2011年6月）
- ナイフを失われた思い出の中に - 初出：『蝦蟇倉市事件2』（2010年2月刊）
- 綱渡りの成功例 - 単行本版書き下ろし（2015年12月）